# Jan Marcinkiewicz (zm. 1850)
Jan Marcinkiewicz herbu Łabędź (ur. ok. 1780 roku – zm. 3 listopada 1850 roku w Wilnie) – marszałek guberni wileńskiej, rzeczywisty radca stanu w latach 1837–1840. 
Żonaty z Cecylią z Żabów. Pochowany został w kościele w Giełwanach.
Odznaczony Orderem Świętej Anny 2. klasy, Orderem Świętego Włodzimierza 4. klasy i Orderem Świętego Jana Jerozolimskiego.